# Alexander Busche
Alexander Rene Busche (* 12. März 1978 in Detmold) ist ein deutscher Intendant und Regisseur. Busche ist seit August 2021 Intendant des Brandenburger Theaters in Brandenburg an der Havel.  2022 wurde er zudem zum weiteren Geschäftsführer des Brandenburger Theaters berufen.

## Leben
Busche studierte zunächst Publizistik und Kommunikationswissenschaften mit den Nebenfächern Musik- und Theaterwissenschaften an der Freien Universität Berlin (Abschluss: Magister Artium). Danach erwarb er ein Diplom an der Berliner Hochschule für Musik Hanns Eisler im Aufbaustudiengang Kultur- und Medienmanagement. Außerdem studierte er Musiktheaterregie und präsentierte erste Inszenierungen, darunter Kurt Weills Aufstieg und Fall der Stadt Mahagonny als Beitrag des 11. Symposions der Internationalen Brecht Society 2003. Er schloss seinen Master of Business Administration (MBA) im Fernstudium an der Internationalen Hochschule Bad Honnef/Bonn 2018 ab. Seine Promotion erfolgte 2021 zum Thema The future of German theater: Can revenue management bridge the gap between fixed costs and income? an der Mendel-Universität Brünn.
Seine berufliche Laufbahn begann Busche als Pressereferent der Deutschen Oper Berlin. Nach vier Jahren wechselte er als Leiter der Abteilung für Sponsoring und Development ans Theater Bremen.  2007 übernahm er bei den Bayreuther Festspielen die Kommunikation für die Neuproduktion von Die Meistersinger von Nürnberg in der Inszenierung Katharina Wagners und fungierte seitdem bis 2010 als Wagners persönlicher PR-Manager. 2008 gründete er mit ihr die BF Medien GmbH in Bayreuth, wo er für das künstlerische Projektmanagement sowie das Marketing der Bayreuther Festspiele verantwortlich war. Für Bayreuth konzipierte und schrieb er die ersten beiden Kinderopern: Der fliegende Holländer für Kinder und Tannhäuser für Kinder.
Im Herbst 2008 arbeitete er erstmals bei einer Neuproduktion Katharina Wagners auch künstlerisch mit ihr zusammen und fungierte bei der Inszenierung von Richard Wagners Oper Rienzi am Theater Bremen als szenisch-dramaturgischer Assistent. In der Folge übernahm er die Regieassistenz zahlreicher weiterer Wagner-Produktionen sowie von Puccinis Madama Butterfly am Staatstheater Mainz.
2010 wurde Busche Product-Manager für Frontline Classics bei der Universal Music. Ein Jahr später gründete er seine eigene Agentur für Kommunikation und Marketing und arbeitete als PR- und Marketingberater sowie Autor und Regisseur u. a. für die Tiroler Festspiele Erl als operativ verantwortlicher und handelnder Teil der Geschäftsführung, für die Internationale Chorakademie Lübeck e.V., die Symphoniker Hamburg und Sony Classical. Außerdem entwickelte und gründete er als Kreativdirektor und Chefredakteur die Opernzeitschrift marfa, die bis 2020 noch als 10-teiliger Sonderteil im Opernmagazin Orpheus erschien.
Ab 2017 war Busche als Executive Producer A&R für Sony Classical International mit Sitz in Berlin tätig, wo er die Gesamtplanung der Aufnahmen von international bekannten Künstlern und Orchestern verantwortete. 2020 wurden zwei der von ihm betreute Aufnahmen mit dem Opus Klassik ausgezeichnet.
Im Herbst 2020 wurde Busche als alleiniger Geschäftsführer des Göttinger Symphonie Orchesters eingesetzt. Zum Beginn der Spielzeit 2022/23 wurde er als Intendant an das Brandenburger Theater berufen.
Busche war langjähriger Dozent für Kulturmanagement an der Universität Bayreuth. Er ist Dozent im Fachbereich „Musik und Markt“ an der Hochschule für Musik Hanns Eisler Berlin sowie für „Personalorganisation und -führung“ im Studiengang „Kultur und Management“ an der Dresden International University.

## Publikationen
- marfa – Music ARt FAshion: Das etwas andere Opernmagazin, 2014–2018.[12]

- Mein Wagner. Auf Richards Spuren. Grebennikov Verlag. Berlin/Moskau 2013, ISBN 978-3-941784-25-3.
- Richard Wagner für Kinder – Die Chronik. In: Anno Mungen (Hrsg.): Mitten im Leben. Musiktheater von der Oper zur Everyday-Perfomance mit Musik. Berlin 2012, ISBN 978-3-8260-4184-6, S. 381–408.
- Rethinking the Future of German Music Theatre: State of Research and Constitutive Outlook. In: David Hampel (Hrsg.): PEFnet 2019 – 23rd European Scientific Conference of Doctoral Students, Mendel-Universität Brünn, 2019, ISBN 978-80-7509-692-0, S. 29–31.
- Willingness to Pay of Audience and Non-audience in Publicly Funded German Music Theater. In: David Hampel, Hana Vránová (Hrsg.): PEFnet 2020 – 24th European Scientific Conference of Doctoral Students. Mendel University in Brno, 2020, ISBN 978-80-7509-749-1, S. 33–34.
- Benchmarking the performing arts: A price level index for publicly funded German music theaters. In: Cultural Management: Science and Education (CMSE) 4 Nr. 2, 2020, ISSN 2512-6962, doi:10.30819/cmse.4-2.02 S. 23–37.
- The future of German theatre system: Can revenue management bridge the gap between fixed costs and income?. Dissertation. Mendel-Universität Brünn, Fakultät für Betriebswirtschaftslehre. 2021.

## Inszenierungen (Auswahl)
- Aufstieg und Fall der Stadt Mahagonny von Kurt Weill, Max-Beckmann-Saal Berlin, 2003[13]
- Lustige Weiber oder: Falstaff-Lost in Society. Einer Version der komischen Oper von Otto Nicolai, Fassung von Alexander Busche und Carola Söllner, Brandenburger Theater, 2022[14]
- Ba-ta-clan von Jacques Offenbach, Neufassung und Übersetzung von Alexander Busche, Brandenburger Theater, 2022[15]